# Tim Lienhard

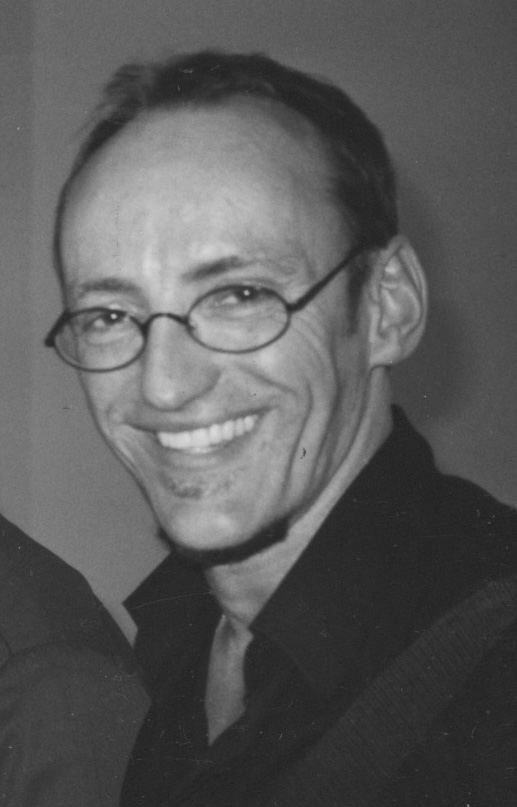
Tim Lienhard

Tim Lienhard (* 15. April 1960 in Villingen) ist ein deutscher Fernseh-Journalist, Reporter, Autor und Produzent.

## Leben
Nach dem Abitur am Ellenrieder-Gymnasium in Konstanz am Bodensee folgte von 1979 bis 1981 ein Studium an der Freien Universität in Berlin in den Fächern Theater-, Film- und Fernsehwissenschaft, Germanistik und Publizistik, ab 1981 an der Universität zu Köln.
1981 erhielt er den Literaturpreis Jugend schreibt für seine Erzählung Gundolfs goldene Socken, die er gemeinsam mit dem Filmregisseur Douglas Wolfsperger 1981 unter dem Titel Martin verfilmte. Tim Lienhard verkörperte die Titelrolle in diesem Film selbst und trat auch noch in weiteren Filmen, u. a. von Douglas Wolfsperger, als Schauspieler auf. In dem Experimentalfilm E.K.G.1.0.1 (E.K.G. Expositus) von Michael Brynntrup aus dem Jahre 2003 spielte er den „Fernsehjournalisten Tim Lienhard aus Köln“.
Zusammen mit Winfried Schwamborn brachte Lienhard 1984 im Pahl-Rugenstein Verlag das Begründungsbuch für Kriegsdienstverweigerer heraus.
Seit 1983 arbeitet Lienhard für den Westdeutschen Rundfunk in Köln. Dort begann er im Aktuellen mit Sendungen wie Hier und Heute und Aktuelle Stunde und weitete seine freie Autoren- und Realisationstätigkeit aus auf die Programmbereiche Inland und Kultur. Er ist einer der Erfinder der Fernsehsendung ZAK. Seit 1987 ist er Mitarbeiter beim ARD-Kulturweltspiegel, heute ttt – titel, thesen, temperamente.
Seit 1999 ist er Reporter beim deutsch-französischen Fernsehsender Arte. Er berichtet für die Nachrichtensendungen über Kulturereignisse in aller Welt. Außerdem realisierte er Fernsehdokumentationen über Katarina Witt, Désirée Nick, Quentin Crisp, Georgette Dee, Mario Wirz, Philipp Freiherr von Boeselager (zusammen mit Christian Pricelius) und Günter Grass.
Insgesamt realisierte Lienhard 70 Fernsehfeatures für ARD, ZDF, RIAS-TV, Deutsche Welle TV, RTL, Kabel 1, 3sat und Arte.
Tim Lienhard publizierte außerdem in den Zeitungen und Zeitschriften Die Welt, Die Zeit und Der Spiegel.
Tim Lienhard war Lehrbeauftragter an der Bauhaus-Universität Weimar im Fachbereich Medienwissenschaften 2005 und 2006.
2013 produzierte Tim Lienhard seinen ersten Kinofilm One Zero One – Die Geschichte von Cybersissy & BayBjane.
2023 veröffentlichte Lienhard unter dem Titel Paradiesfrüchte 100 Texte aus seinen Tagebüchern, und gibt unter anderem Einblick in seine Begegnungen mit Künstlern wie Peter Greenaway oder Patti Smith.

## Auszeichnungen
- 1981: „Jugend schreibt“ Hauptpreis für die Erzählung „Gundolfs goldene Socken“
- 1997: Medienpreis der Deutschen AIDS-Stiftung für die WDR-Dokumentation „Morgen ist auch noch ein Tod“[2]
- 2013: Publikumspreis für „One Zero One“ beim Transcreen Film Festival in Amsterdam
- 2013: Die goldene Perle für „One Zero One“ als bester Dokumentarfilm auf dem Filmfestival Perlen im Künstlerhaus Hannover
- 2014: „Best Documentary Film“ beim Transgender Film Festival in Kiel für „One Zero One“
- 2025: "Grand Jury award Best Feature Documentary" beim Film Invasion Festival Los Angeles für "Last Exit Gran Canaria" englischsprachige Version von "Wenn nichts mehr geht, dann Gran Canaria"

## Filmografie (Auswahl)
- 2013: One Zero One – Die Geschichte von Cybersissy & BayBjane (Dokumentarfilm)
- 2019: Character One: Susan (Dokumentarfilm)
- 2025: Wenn nichts mehr geht dann Gran Canaria (Dokumentarfilm)

## Publikationen
- Winfried Schwamborn, Tim Lienhard: Begründungsbuch für Kriegsdienstverweigerer. Pahl-Rugenstein Verlag, Köln 1984, ISBN 3-7609-0886-1.

- Tim Lienhard: Paradiesfrüchte. 100 Texte aus meinen 500 Tagebüchern. 101moviePublications, Berlin 2023, ISBN 978-3-000-75950-5.